# کفتار (سرده)
جنس (سَردهٔ) کَفتارها (نام علمی: Hyaena) یک سرده از تیره کفتاران است.
این سرده دو گونه دارد.

## گونه‌های زنده
| نگاره | نام علمی       | نام فارسی    | پراکنش      |
| ----- | -------------- | ------------ | ----------- |
|       | Hyaena hyaena  | کفتار راه‌راه | آسیای غربی  |
|       | Hyaena brunnea | کفتار قهوه‌ای | جنوب آفریقا |